# El Gallego
El Gallego es una entidad de población española del municipio de Santa María de Guía, situada en la isla de Gran Canaria, comunidad autónoma de Canarias.

## Historia
Hacia mediados del siglo XIX, el lugar tenía contabilizada una población de 162 habitantes. Aparece descrito en el octavo volumen del Diccionario geográfico-estadístico-histórico de España y sus posesiones de Ultramar de Pascual Madoz de la siguiente manera:

GALLEGO (el): pago en la isla de Canaria, part. jud. y térm. jurisd. de Guia: sit. parte en llano y parte en terreno montuoso, con buena ventilacion y clima, siendo las intermitentes las enfermedades mas frecuentes. Tiene 33 casas y una ermita, bajo la advocacion de San Juan Bautista. Confina al N. con Llano de Parras; E. Barranco del Paso; S. El Calabozo, y O. El Ingenio Blanco. El terreno es de mediana calidad, y prod. algunos cereales. pobl.: 36 vec., 162 alm. contr.: con su ayunt.
(Madoz, 1847, p. 279)

En 2022, la entidad singular de población, perteneciente al municipio de Santa María de Guía, tenía empadronados 270 habitantes.